# Паросепаратор
Паросепара́тор (сепаратор пара, паросушитель) — устройство для отделения капельной влаги от водяного пара (паросушения). Пар, не содержащий влаги, называют сухим, содержащий влагу — влажным или перенасыщенным.

## Назначение паросепаратора
Большое значение сепарация пара имеет на АЭС, где из-за недопустимости высоких температур в реакторе вырабатывается насыщенный пар невысоких (по сравнению с тепловыми электростанциями) параметров давления и температуры. Сепарация может происходить в отдельном устройстве (например, в одноконтурной реакторной установке с реактором типа РБМК) или непосредственно в парогенераторе (в двухконтурной реакторной установке с реактором типа ВВЭР).
В паровых котлах паросепаратор устанавливается обычно на входном патрубке паропровода. Назначение паросепаратора также состоит в отделении капель воды от пара для повышения его сухости. По способу отделения пара паросепараторы бывают центробежными и осадительными.

## Барабан-сепаратор
Два гравитационных барабана-сепаратора реакторной установки с реактором РБМК-1000 имеют цилиндрический горизонтальный стальной корпус длиной 30 м и диаметром 2,3 м. Пароводяная смесь со средним содержанием пара около 15 % (по массе) подводится сбоку через подающие патрубки непосредственно от каналов реактора (примерно по 409 патрубков на один сепаратор). Сюда же попадает питательная вода из турбинной установки через коллектор питательной воды диаметром 0,4 м, а также из системы продувки и расхолаживания реактора. Отделение влаги происходит на горизонтальных дырчатых листах (потолочный и погружной). Отсепарированная вода смешивается с питательной водой из турбинной установки и отводится по 12 опускным трубопроводам во всасывающий коллектор и далее к главному циркуляционному насосу. Насыщенный пар давлением около 7 МПа и температурой 284 °C отводится вверх через патрубки к паровому коллектору и подаётся на турбину.
Для снижения продольного перекоса давления в паровом пространстве барабана-сепаратора применяется переменное дросселирование патрубков. Для устранения перекосов уровней воды между 2 сепараторами предусмотрено 2 перемычки по воде и 5 по пару.
Поскольку реакторная установка РБМК одноконтурная, барабан-сепаратор работает на слабо радиоактивном паре и подлежит биологической защите.

## Встроенный сепаратор пара
Парогенератор и сепаратор реакторной установки с реактором ВВЭР-1000 находятся в едином горизонтальном корпусе из стали 10ГН2МФА длиной 13,84 м и диаметром 4 м. На каждой из четырёх петель реактора установлено по одному парогенератору, расчётная производительность каждого — 1469 т пара в час. Теплоноситель первого контура (радиоактивная вода) с расчётной температурой 322 °C подается снизу по коллектору в трубные пучки. Температура на выходе составляет 289 °C.
Питательная вода (не радиоактивная) от турбоустановки с температурой 220 °C поступает через раздаточный коллектор в межтрубное пространство парогенератора, где закипает под давлением около 6,5 МПа. В паровом объёме парогенератора установлены жалюзийные сепараторы, которые состоят из восьми рядов секций, установленных под углом 60° к горизонту. Жалюзи выполнены из стальных (нержавеющая сталь 12Х18Н10Т) волнообразных пластин толщиной 0,5-0,8 мм. За сепараторами расположены дырчатые пароприёмные щиты, после которого пар попадает в коллектор сухого пара, расположенный вне корпуса парогенератора. Пар с расчётной температурой 278,5 °C и давлением 6,48 МПа поступает в главный паропровод. Пар не является полностью сухим — расчётная влажность на выходе составляет 0,05 %.